# San Bartolomeo Val Cavargna
Pour les articles homonymes, voir San Bartolomeo.
San Bartolomeo Val Cavargna est une commune italienne située dans le Val Cavargna (d'où elle tire son nom), dans la province de Côme, dans la région Lombardie, dans le Nord de l'Italie.

## Administration
| Période                                  | Période | Identité | Étiquette | Qualité |
| ---------------------------------------- | ------- | -------- | --------- | ------- |
|                                          |         |          |           |         |
| Les données manquantes sont à compléter. |         |          |           |         |

### Communes limitrophes
Carlazzo, Cusino, Garzeno, San Nazzaro Val Cavargna